# Balaghat (district)
Balaghat is een district van de Indiase staat Madhya Pradesh. Het district telt 1.445.760 inwoners (2001) en heeft een oppervlakte van 9229 km².
Hoofdstad: Bhopal
Districten: